# Xã Young Hickory, Quận Fulton, Illinois
Xã Young Hickory (tiếng Anh: Young Hickory Township) là một xã thuộc quận Fulton, tiểu bang Illinois, Hoa Kỳ. Năm 2010, dân số của xã này là 618 người.